# Fuerte Libertad
Fuerte Libertad (en francés Fort-Liberté y en criollo haitiano Fòlibète) es una comuna de Haití que está situada en el distrito de Fuerte Libertad, del departamento de Noreste.

## Historia
Fundado por los españoles en 1578 con el nombre de Bayajá, La zona fue despoblada para evitar la piratería y el contrabando, durante las devastaciones de Osorio. En la dominación francesa pasó a llamarse Fort Dauphin en 1730. Fue ocupado en enero de 1794 por las fuerzas españolas. Desde 1811 recibió el nombre de Fort-Royal, pero en 1820 es designado con su actual nombre.
Tras el terremoto que asoló Haití en 2010 y dentro del Programa de Asistencia Humanitaria del Comando Sur de EE. UU., junto con el Gobierno de Haití se inició la construcción de un centro de operaciones de emergencia con almacén para el alivio de desastres y cuartel de bomberos.

## Secciones
Está formado por las secciones de:
- Dumas (que abarca la villa de Fuerte Libertad)
- Bayaha
- Loiseau (que abarca el barrio de Acul Samedi)
- Haut Madeleine (que abarca la villa industrial de Dérac)

## Demografía
| Gráfica de evolución demográfica de Fuerte Libertad entre 2009 y 2015 |
|                                                                       |

Los datos demográficos contemplados en este gráfico de la comuna de Fuerte Libertad son estimaciones que se han cogido de 2009 a 2015 de la página del Instituto Haitiano de Estadística e Informática (IHSI). 